# Раздолье (Кемеровская область)
Раздо́лье — посёлок в Топкинском районе Кемеровской области. Административный центр Хорошеборского сельского поселения.

## География
Центральная часть населённого пункта расположена на высоте 244 м над уровнем моря.

## История
В 1962 году указом Президиума Верховного Совета РСФСР посёлок фермы № 1 совхоза «Хорошеборский» переименован в Раздолье.

## Население
| 2010 |
| ---- |
| 776  |

## Инфраструктура
В посёлке находится Раздольненский зоологический заказник.